# مسجد قدمغاه
مسجد قدمغاه (بالفارسية: مسجد قدمگاه) هو مسجد تاريخي يعود إلى عصر الدولة الصفوية، ويقع في قدمغاه.

## معرض الصور

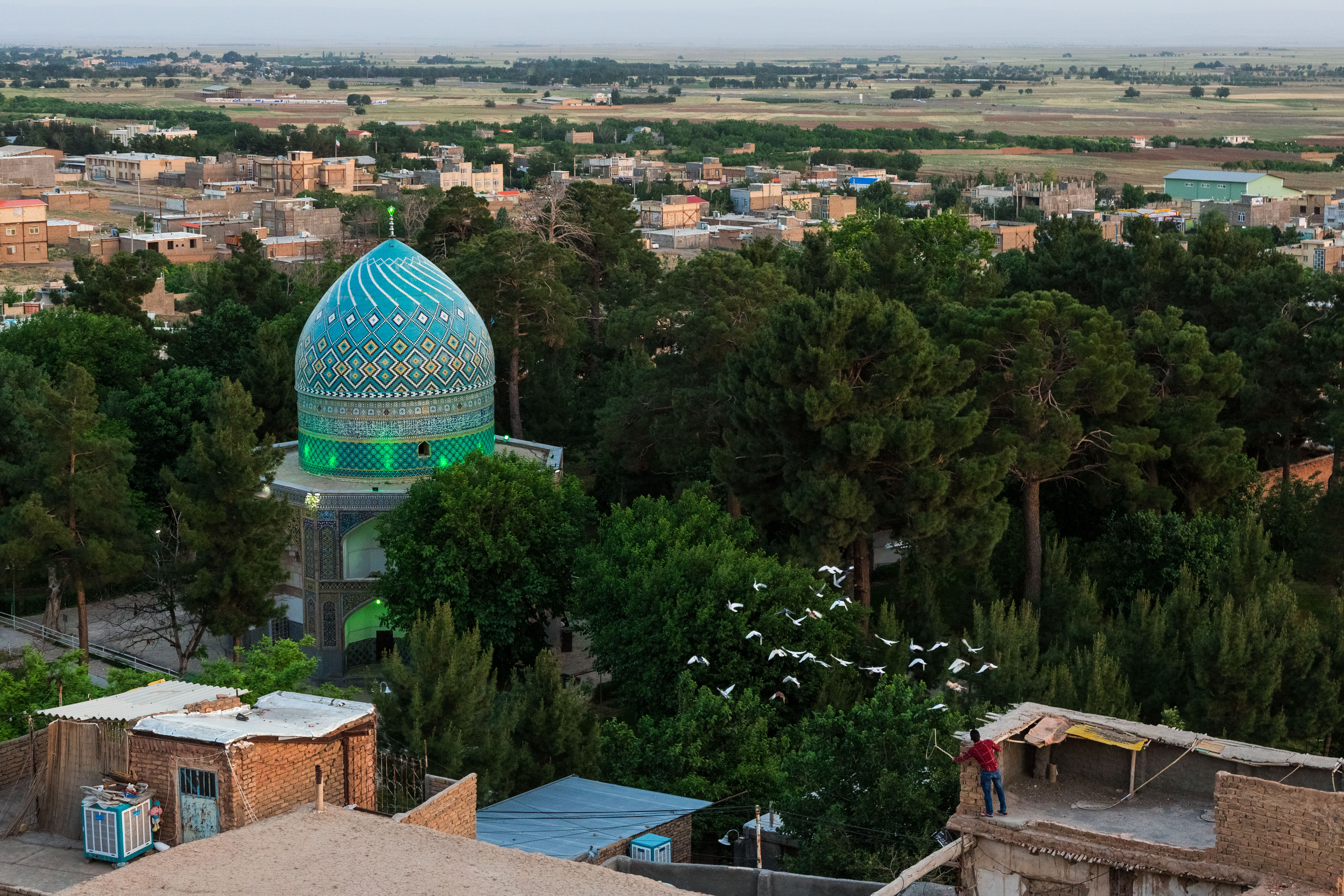
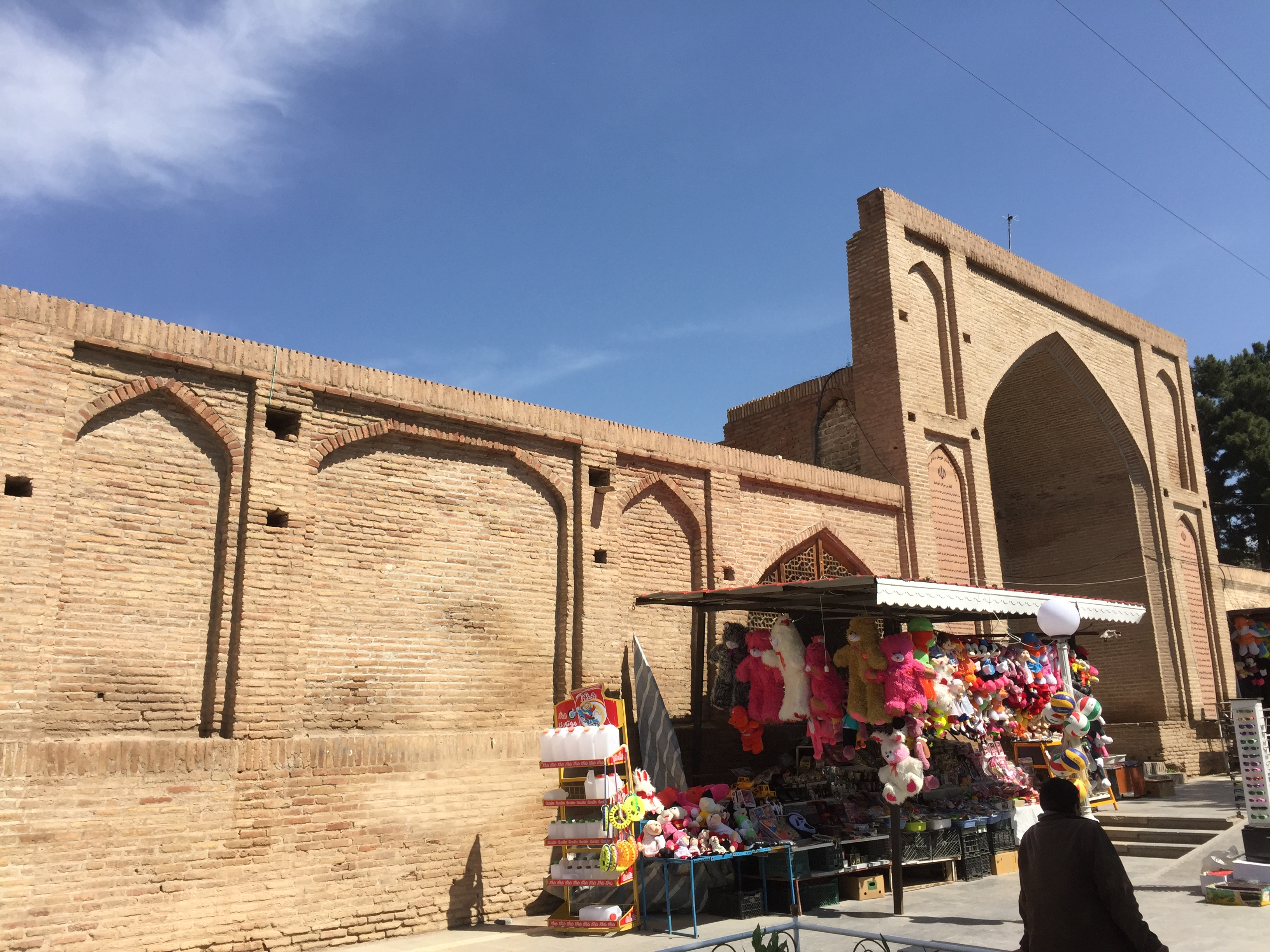
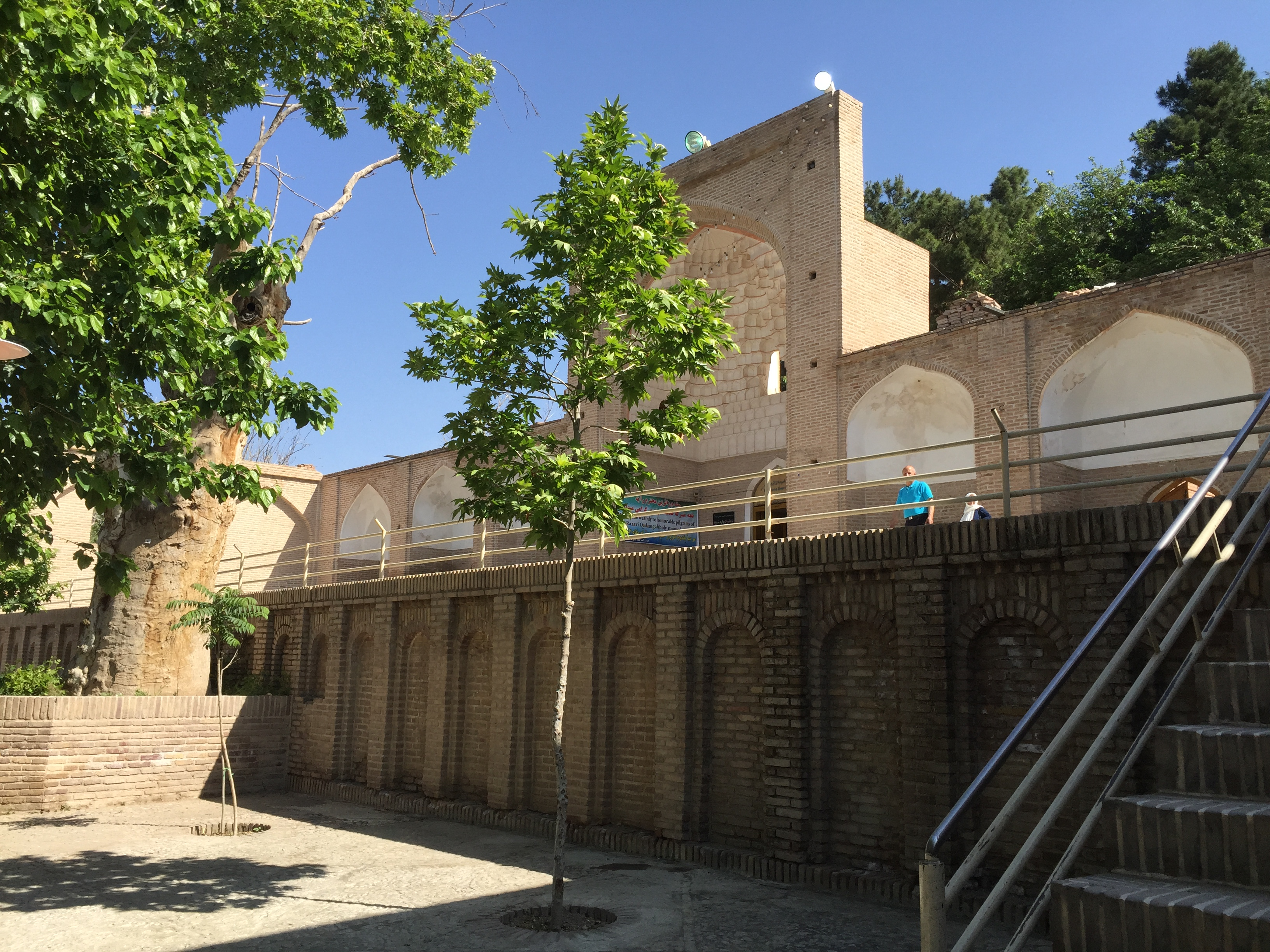
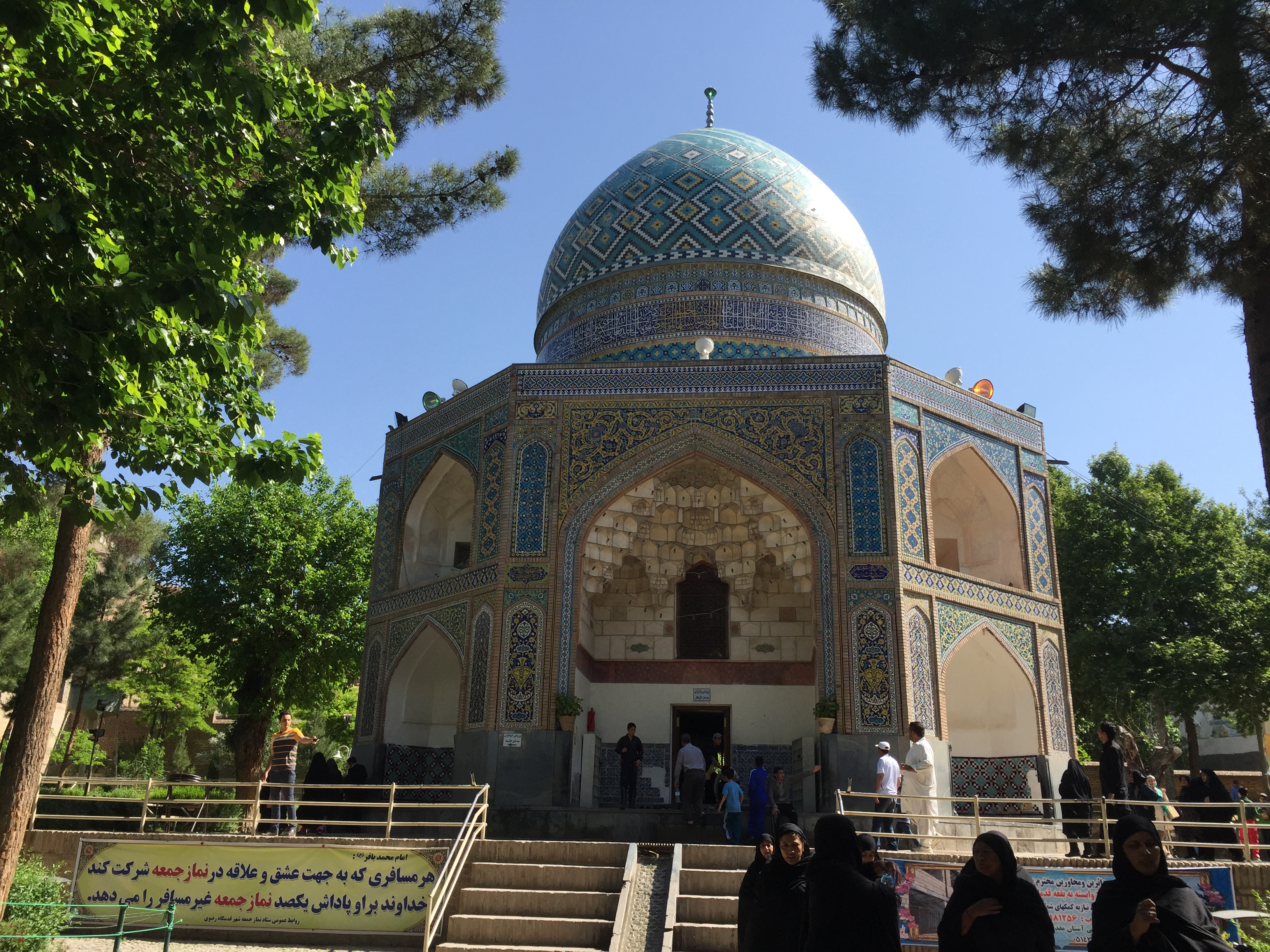
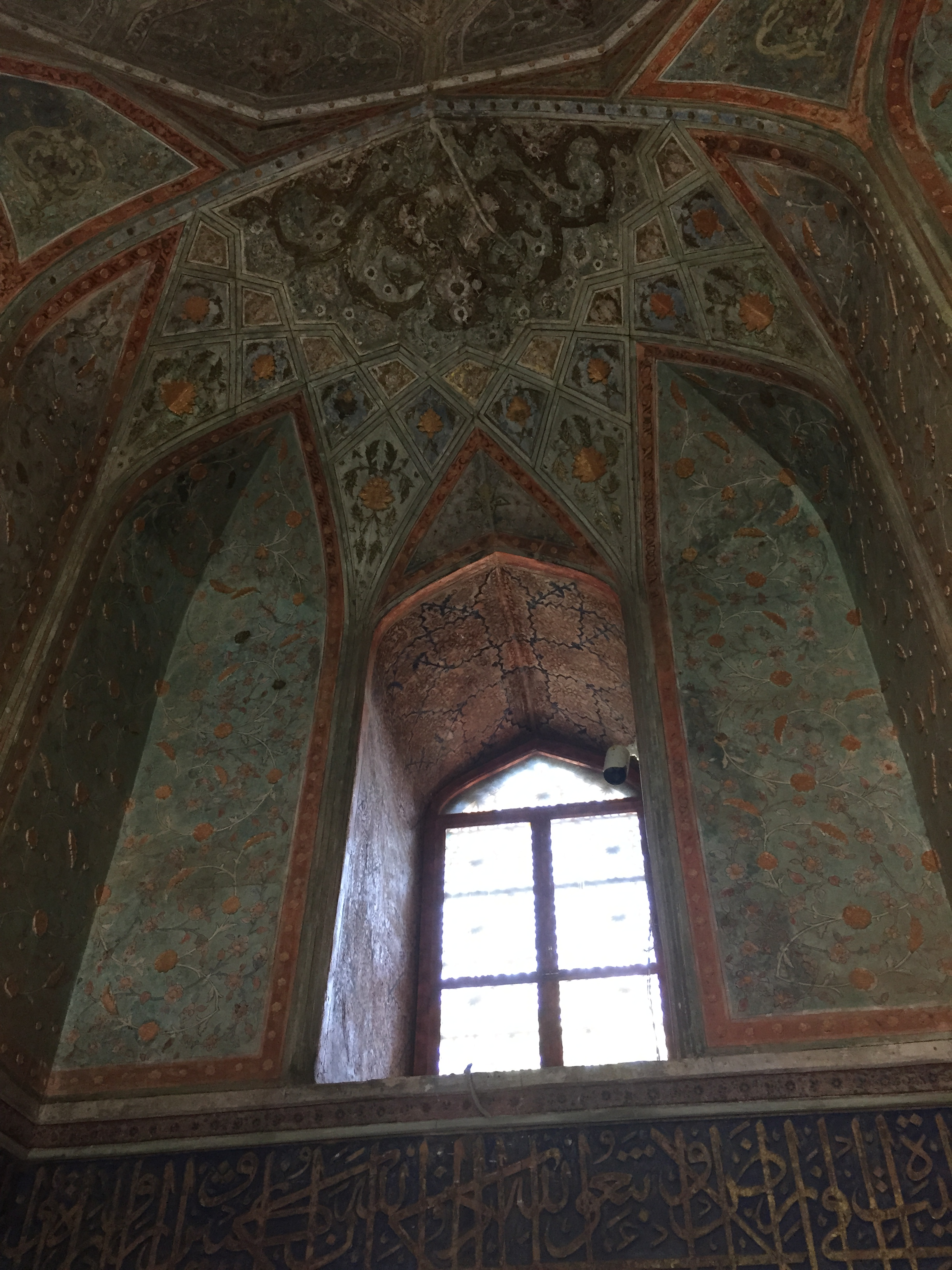
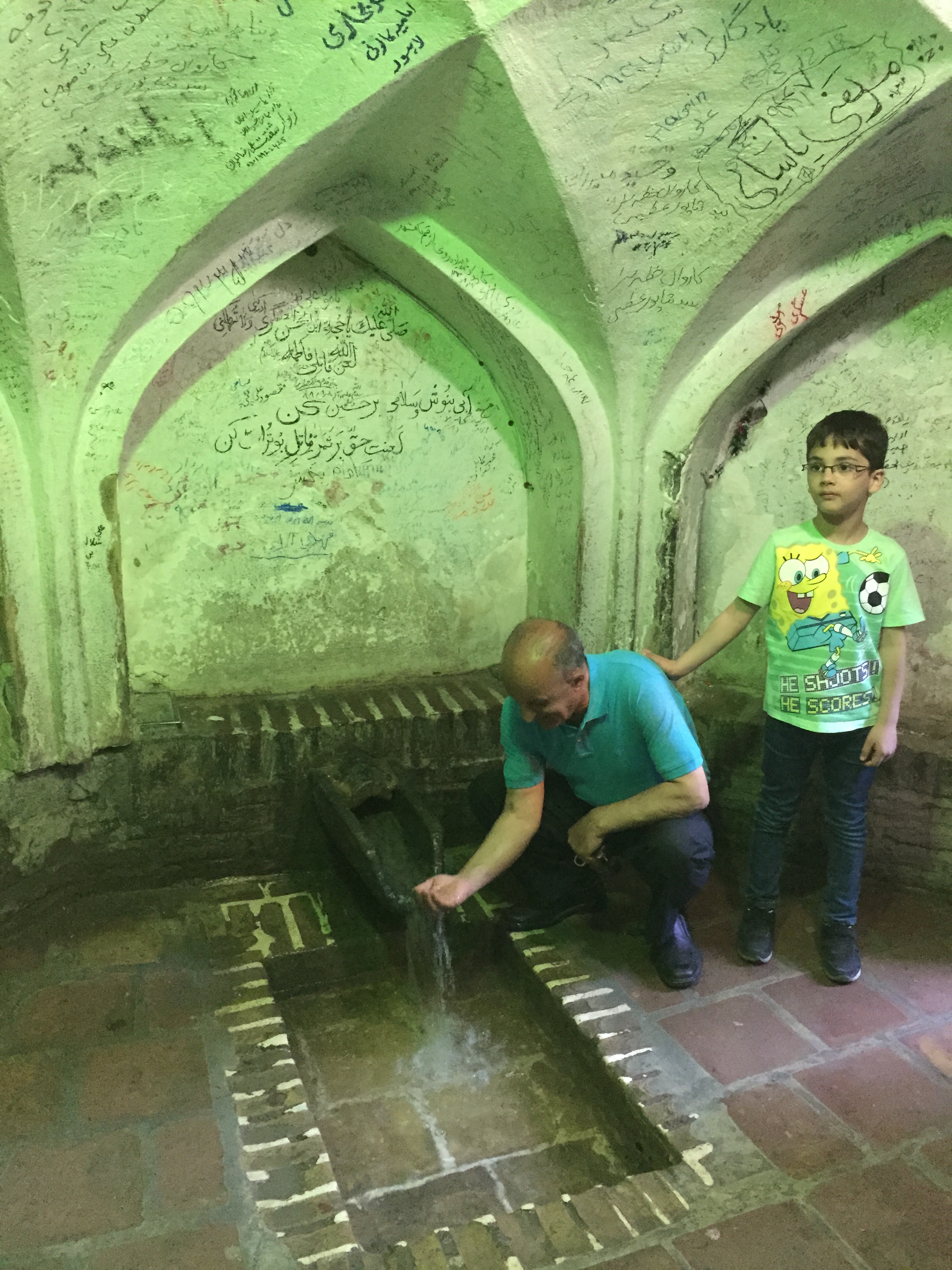
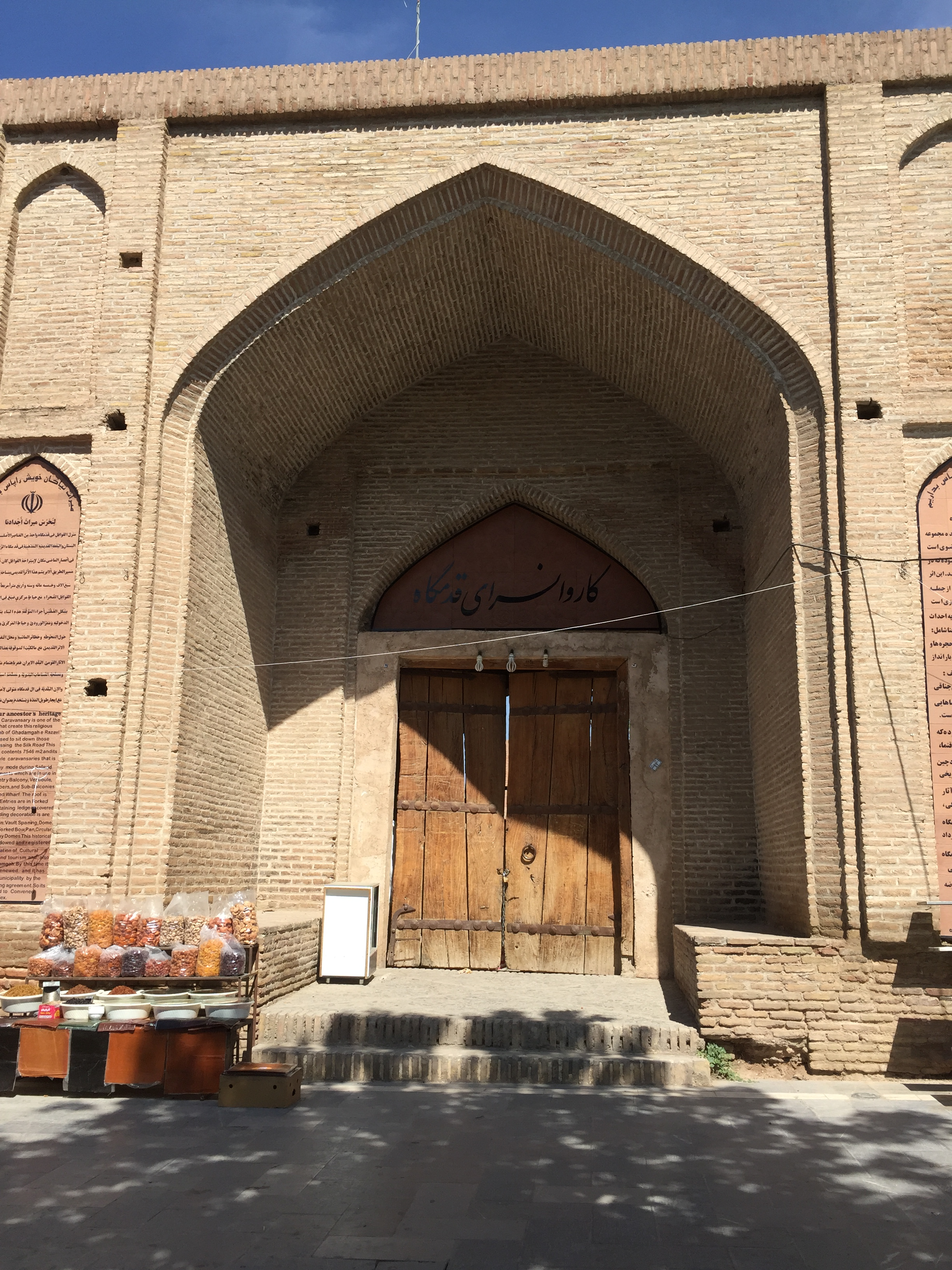
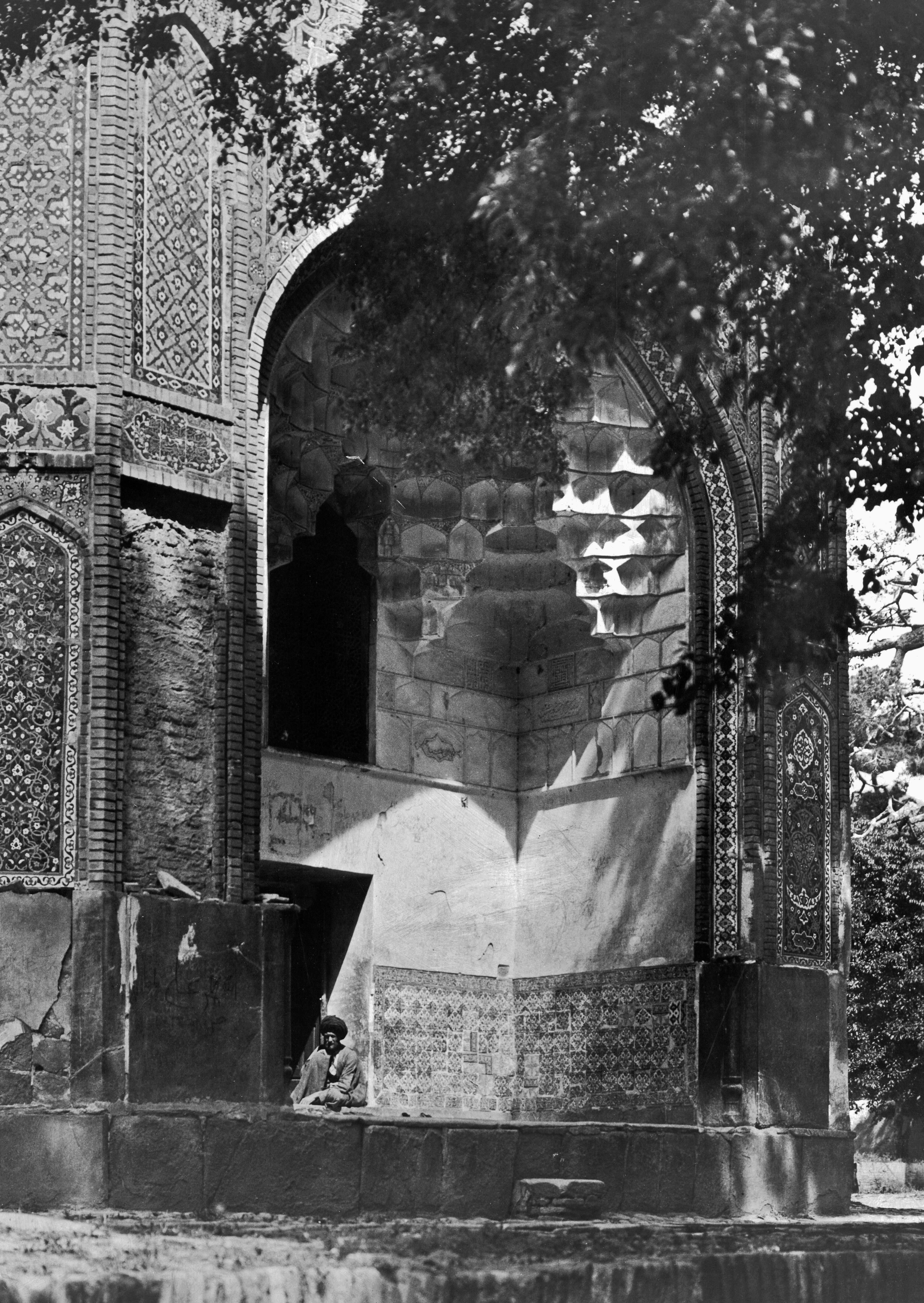